# Gare de Beaucroissant
La gare de Beaucroissant est une halte ferroviaire française des lignes de Lyon-Perrache à Marseille-St-Charles et de St-Rambert-d'Albon à Rives, située sur le territoire de la commune de Beaucroissant, dans le département de l'Isère, en région Auvergne-Rhône-Alpes.
C'est une halte de la Société nationale des chemins de fer français (SNCF), desservie par des trains TER Auvergne-Rhône-Alpes.

## Situation ferroviaire
Établie à 429 mètres d'altitude, la halte de Beaucroissant est située au point kilométrique (PK) 92,548 de la ligne de Lyon-Perrache à Marseille-Saint-Charles (via Grenoble), entre les gares ouvertes de Rives et du Grand-Lemps.

## Service des voyageurs

### Accueil
Halte ferroviaire, elle a la particularité de n'être ouverte que lors de la foire de Beaucroissant et n'est équipée d'aucun guichet ni automate de vente de titres de transport, ni de validateurs.

### Desserte

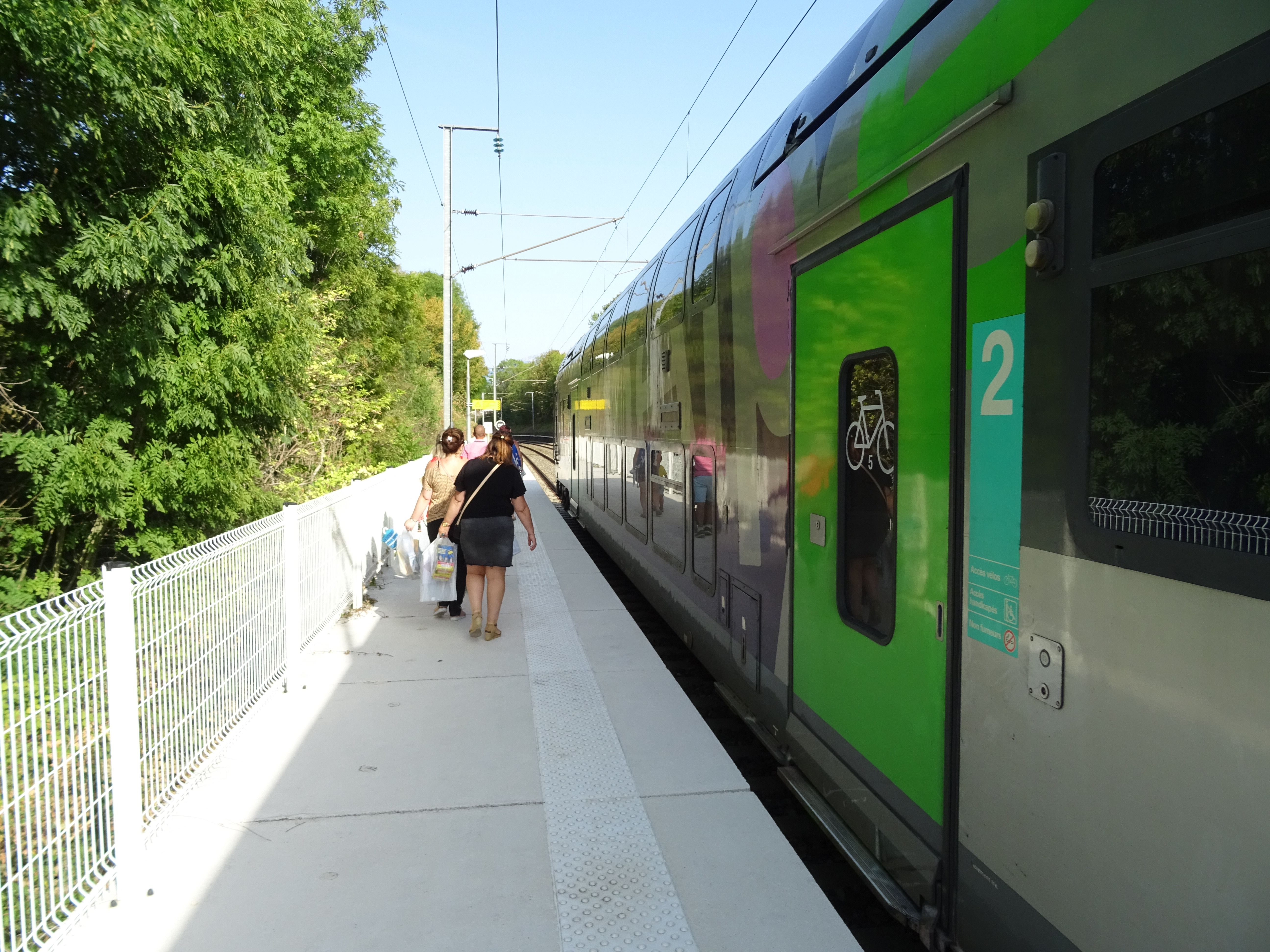
Z 24500 en livrée TER Auvergne-Rhône-Alpes aubergine.

En temps normal, les trains traversent la gare sans arrêt. Néanmoins, elle est exceptionnellement desservie lors des foires de Beaucroissant au cours des mois de septembre et avril par des trains TER Auvergne-Rhône-Alpes des relations de : Saint-André-le-Gaz à Grenoble-Universités-Gières (parfois prolongés jusqu'à Chambéry - Challes-les-Eaux), Grenoble à Lyon-Part-Dieu.
Les horaires sont alors légèrement modifiés, en particulier sur la ligne de Grenoble à Lyon-Part-Dieu. Lors de la foire, une limitation temporaire de vitesse à 40 km/h est mise pour tous les trains dans la traversée du village, ce de l'entrée des quais en arrivant de Rives jusqu'après la traversée du passage à niveau. Cette mesure de sécurité est indispensable au vu du nombre de personnes traversant la voie ferrée au niveau du passage à niveau jouxtant la gare durant la foire.

### Intermodalité
Un petit parking public est situé à côté du passage à niveau, du côté de la voie en direction de Lyon. Elle est desservie à proximité au niveau de l'arrêt Champ de Foire par les autocars du réseau cars Région Isère des lignes T50 et T55.